# Ibrahima Sory Touré
Ibrahima Sory Touré (zm. 21 października 1996) – gwinejski piłkarz grający na pozycji napastnika. W swojej karierze grał w reprezentacji Gwinei.

## Kariera reprezentacyjna
W 1980 roku Touré został powołany do reprezentacji Gwinei na Puchar Narodów Afryki 1980. Zagrał w nim w trzech meczach grupowych: z Marokiem (1:1) z Ghaną (0:1) i z Algierią (2:3).